# Pteropus tonganus
Pteropus tonganus är en däggdjursart som beskrevs av Jean René Constant Quoy och Joseph Paul Gaimard 1830. Pteropus tonganus ingår i släktet Pteropus och familjen flyghundar. IUCN kategoriserar arten globalt som livskraftig.
Inga underarter finns listade i Catalogue of Life. Wilson & Reeder (2005) skiljer mellan tre underarter.
Det svenska trivialnamnet vithalsad flyghund förekommer för arten.

## Utseende
Arten blir med svans 15 till 26 cm lång och den har i genomsnitt en vikt av 565 g. Däremot kan vikten variera mycket mellan olika individer. I motsats till andra flyghundar som förekommer i samma region blir öronen hos Pteropus tonganus inte längre än 31 mm. Denna flyghund skiljer sig från Pteropus samoensis genom en yvig ljus färgad till vitaktig mantel vid axeln. Dessutom avviker arterna i detaljer av tändernas och skallens konstruktion från varandra. Pteropus tonganus har 12 till 16 cm långa underarmar.

## Utbredning och habitat
Denna flyghund förekommer på Salomonöarna, på Nya Kaledonien och på flera andra öar i Oceanien. Arten vistas i fuktiga skogar som mangrove och den uppsöker även fruktodlingar. Individerna vilar i växtligheten och de bildar där stora kolonier. Vanligen föds en unge per kull och ibland tvillingar.

## Ekologi
Individerna vilar på dagen i träd och de bildar där större kolonier som kan ha flera hundra medlemmar. De håller sig fast med fötterna, hänger med huvudet ner och lägger flygmembranen som ett skyddande hölje kring bålen. Inom kolonin är de ganska högljudda och de har en markant lukt. Före ungarnas födelse bildar honor egna kolonier som är skilda från hanarna.
Pteropus tonganus äter främst frukternas juice, nektar, blommor och pollen. Mera sällan ingår fruktkött av mogna frukter och blad i födan. Ofta lämnas fruktköttet kvar när frukten är tömd på juice. Flyghunden flyttar frukten ofta till en mera skyddad plats innan den äts men sällan till kolonin.
Parningstiden varierar beroende på utbredning och på några ögrupper som Amerikanska Samoa kan honor para sig hela året. Dräktigheten varar 140 till 192 dagar och sedan föds vanligen en enda unge. Ungen håller sig i början fast i moderns päls och den får flygförmåga efter cirka tre månader. Efter 4 till 6 månader slutar honan med digivning men ungen stannar vanligen i närheten tills den är ett år gammal. Ungen blir efter 1,5 till 2 år könsmogen. Enskilda individer i fångenskap blev 31 år gamla.